# Sprent River
Sprent River är ett vattendrag i Australien. Det ligger i delstaten Tasmanien, i den sydöstra delen av landet, omkring 130 kilometer väster om delstatshuvudstaden Hobart.
I omgivningarna runt Sprent River växer i huvudsak städsegrön lövskog. Trakten runt Sprent River är nära nog obefolkad, med mindre än två invånare per kvadratkilometer. Genomsnittlig årsnederbörd är 2 385 millimeter. Den regnigaste månaden är september, med i genomsnitt 276 mm nederbörd, och den torraste är februari, med 94 mm nederbörd.